# Ehemaliges Hotel zur Post (Darmstadt)
Das ehemalige Hotel zur Post ist ein Bauwerk in Darmstadt.

## Architektur und Geschichte
Das ehemalige Hotel zur Post wurde im Jahre 1912 nach Plänen des Darmstädter Architekturbüros Markwort und Seibert erbaut.
Das ehemalige Hotel zur Post ähnelt in der Fassadengestaltung dem ehemaligen Bahnhofshotel.
Beide Bauwerke sollten mit einem stilistisch ähnlichen Zwischentrakt verbunden werden.
Dieser Zwischentrakt – das ehemalige Miele-Haus – wurde erst im Jahre 1928 fertiggestellt.
Stilistisch gehört das ehemalige Hotel zur Post zum Traditionalismus der Jahrhundertwende.

## Denkmalschutz
Aus architektonischen und ortsgeschichtlichen Gründen ist das Bauwerk ein Kulturdenkmal.